# Cône parfumé dans l'Égypte antique

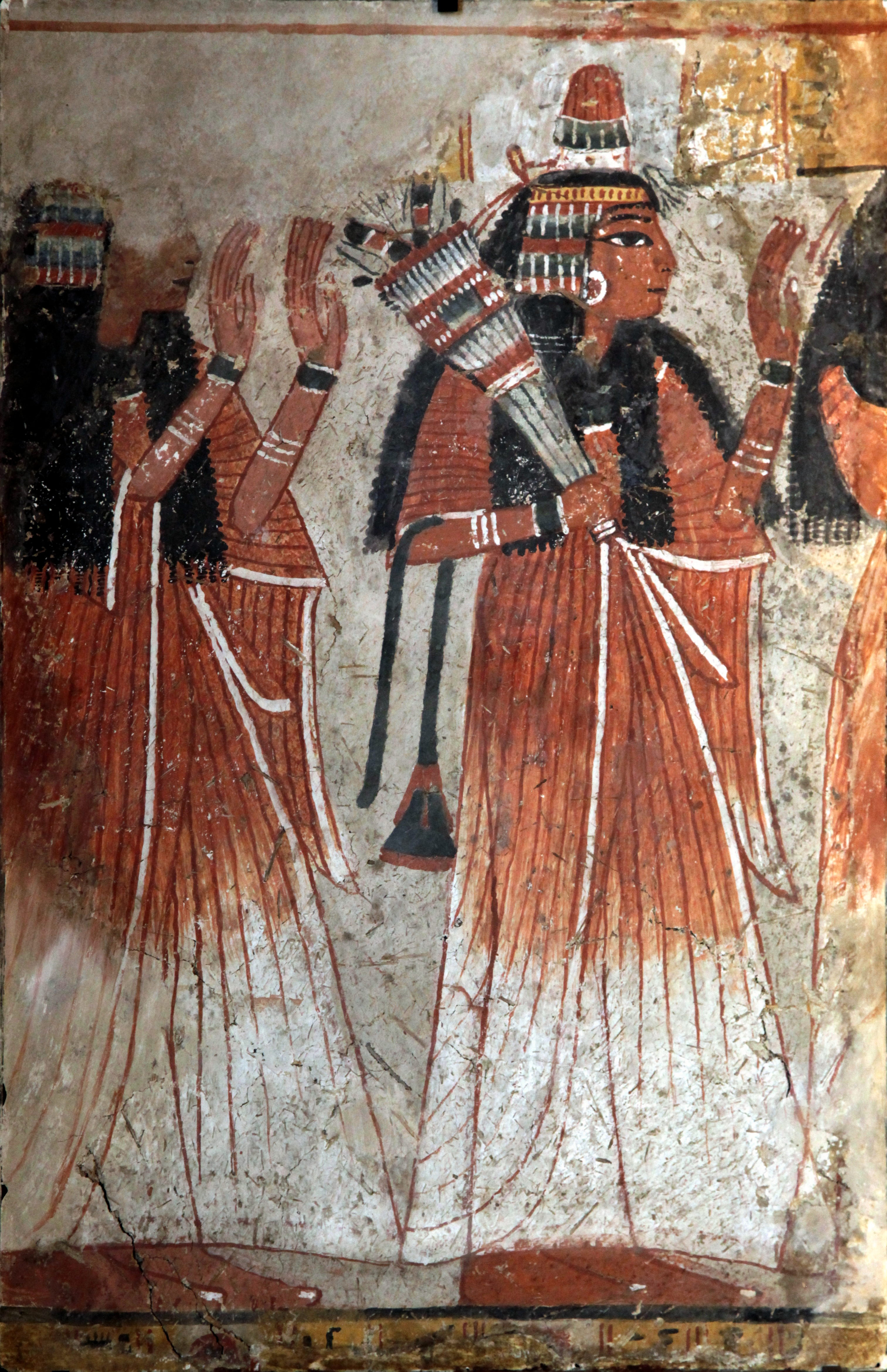
Peinture du avant notre ère montrant des femmes en tenue de cérémonie, l'une d'entre elles portant un cône parfumé.

Les cônes parfumés également appelés cônes de cire ou cônes de tête, sont un type d'ornement conique porté au sommet de la tête dans l'Égypte antique. Ils sont souvent représentés sur les peintures et les bas-reliefs de l'époque, mais n'ont pas été retrouvés comme preuve archéologique avant 2009,.

## Fabrication
Les cônes parfumés sont vraisemblablement constitués d'un mélange d'huiles, de résines et de matières grasses, et contiennent de la myrrhe. Des images de l'époque montrent des personnes les portant sur des perruques ou sur des têtes rasées. La lente fonte des cônes sous l'effet de la chaleur corporelle permet de diffuser le parfum.

## Habillage utilisant un cône parfumé
Les femmes portant les cônes sont souvent représentées portant une longue robe translucide avec un pli de la robe drapé sur l'épaule gauche. En termes de coloration, la robe ressemble souvent au cône lui-même. La jupe de la robe est blanche tandis que la partie supérieure est de couleur orange ou ambre. Des lignes et des gribouillis distincts sont parfois peints à travers la partie orange et sur les bras de la femme, et le bas de la partie orange se termine souvent par un motif strié qui semble se fondre dans la partie blanche de la robe.
Les hommes et les femmes portant le cône portent presque toujours un bandeau orné sur le devant et les côtés de la tête, avec une ficelle entourant l'arrière. On peut parfois voir un bandeau similaire entourer le cône lui-même. Une fleur de lotus se déploie sur le devant du bandeau, ou sort parfois de l'avant du bandeau ou du cône lui-même. Dans quelques cas où il n'y a pas de fleur de lotus sur la tête, on peut la voir dans la main du porteur, près de son visage. Étant donné que ces exemples sont représentés à côté d'autres personnes portant la fleur, on peut supposer que le porteur a retiré la fleur pour la sentir.
Dans quelques représentations, où plusieurs femmes assises sont accompagnées de jeunes filles nues, on peut voir qu'une ou deux d'entre elles ne portent pas de bandeau. Des bandes blanches pendent des mains des jeunes filles, et l'on peut supposer que celles-ci sont en train de distribuer les bandes. D'autres filles portent des cônes dans leurs mains alors qu'elles s'occupent des femmes.

## Représentations
La première représentation connue des cônes parfumés date du règne d'Hatchepsout, dans des scènes de banquet ou de funérailles. Dès lors, on les voit souvent dans des scènes de culte et de funérailles. À partir de la Troisième Période intermédiaire, leur représentation se limite aux scènes de culte.
La forme des cônes varie au cours des XVIIIe et XIXe dynasties, ce qui constitue une aide pour la datation des œuvres. À partir de la XXe dynastie, la représentation des cônes devient schématique.

Représentations de cônes parfumés
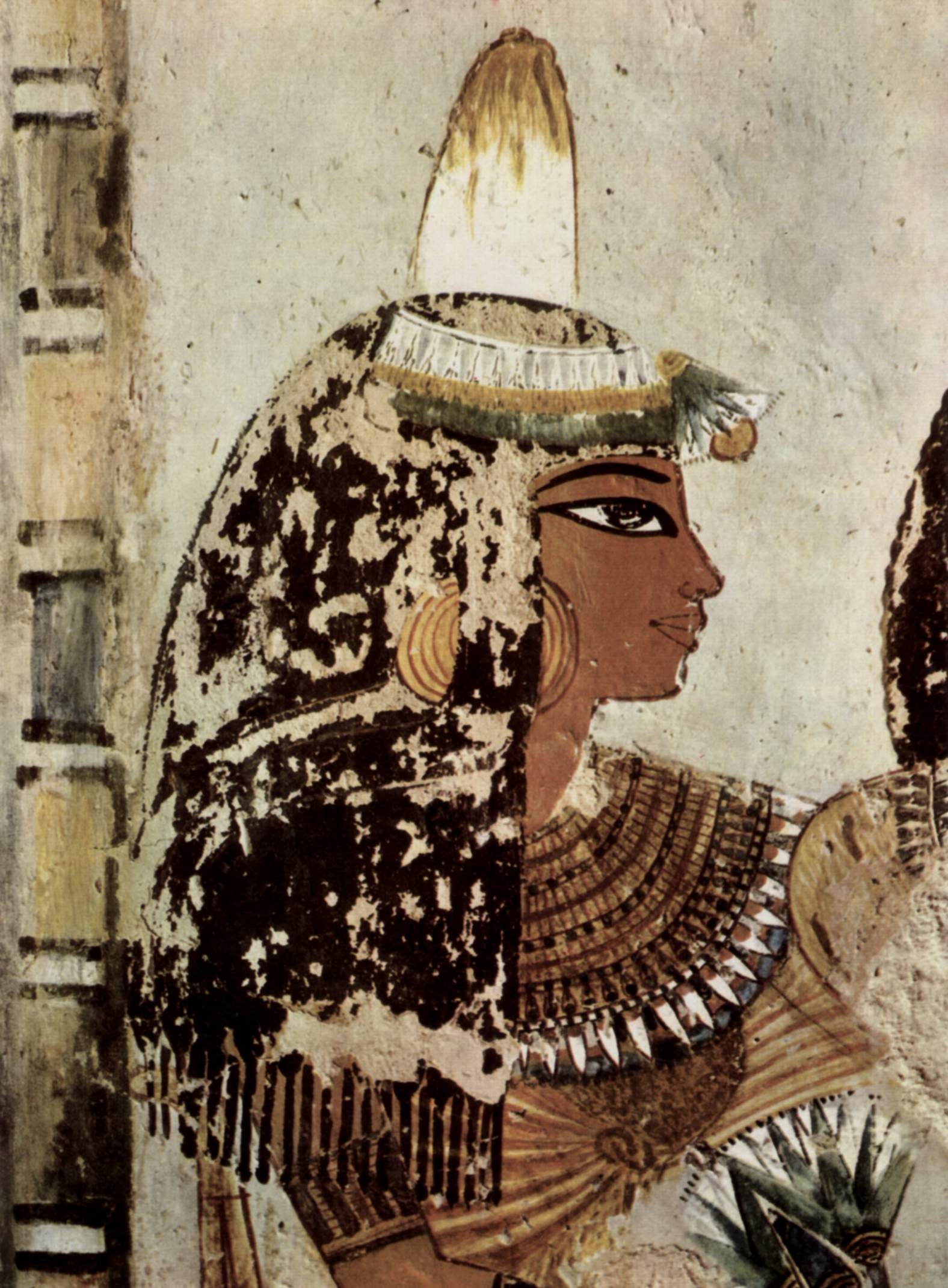
Femme portant un cône parfumé, vers 1422-1411 avant notre ère.
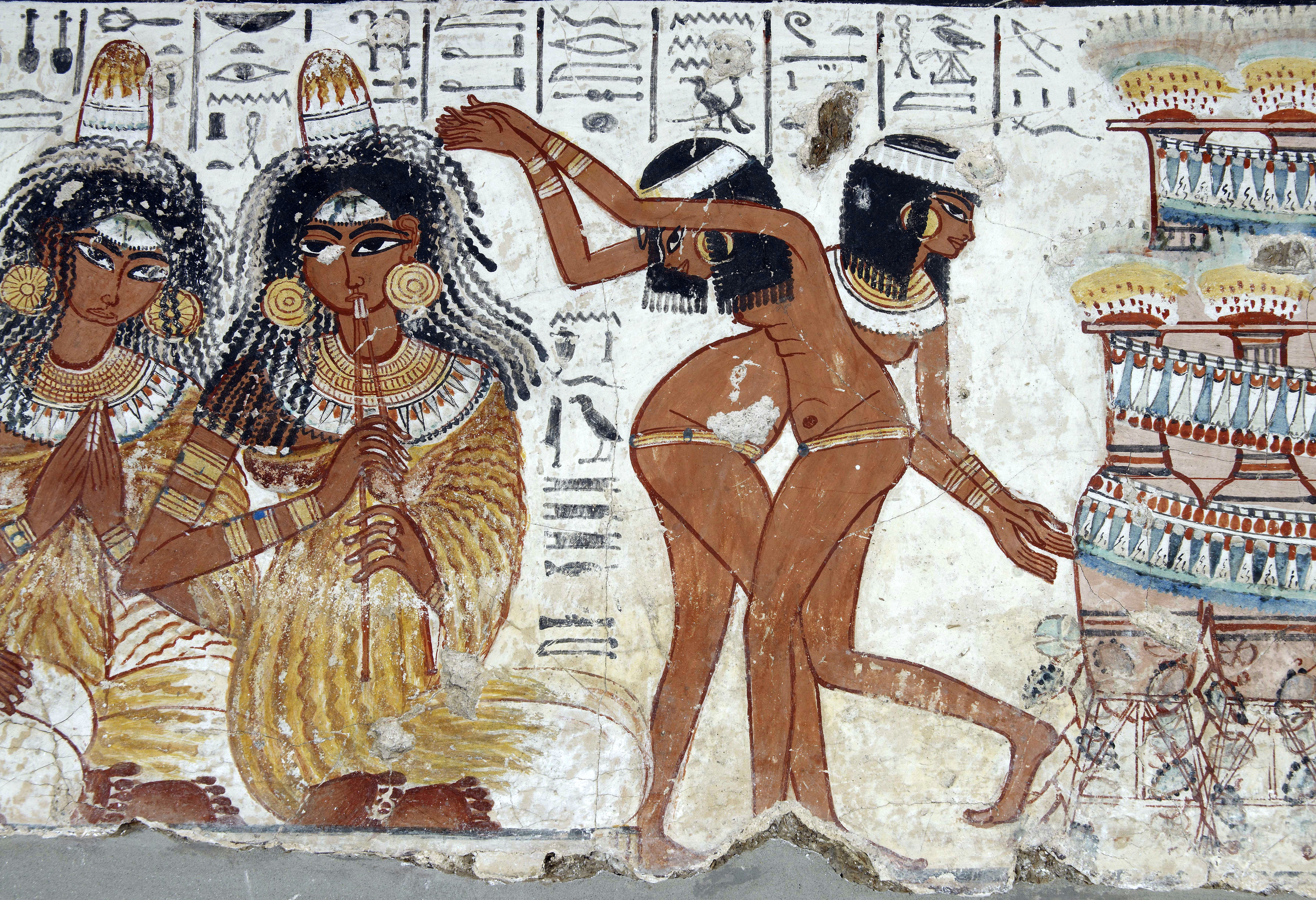
Musiciennes portant un cône parfumé, vers 1400 avant notre ère
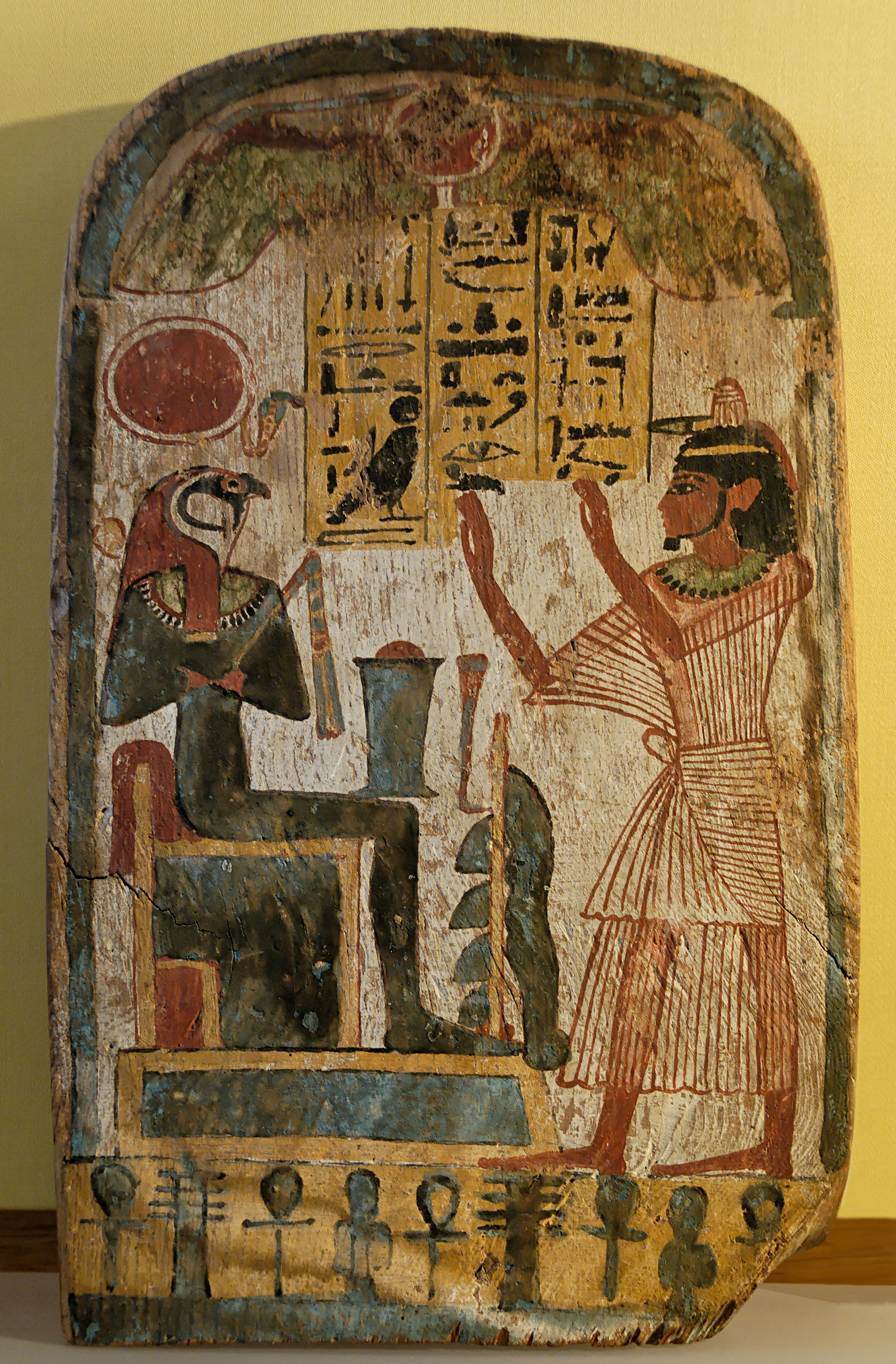
Le prêtre Renpetmaa portant un cône parfumé, vénérant Rê-Horakhty, vers 900 avant notre ère.
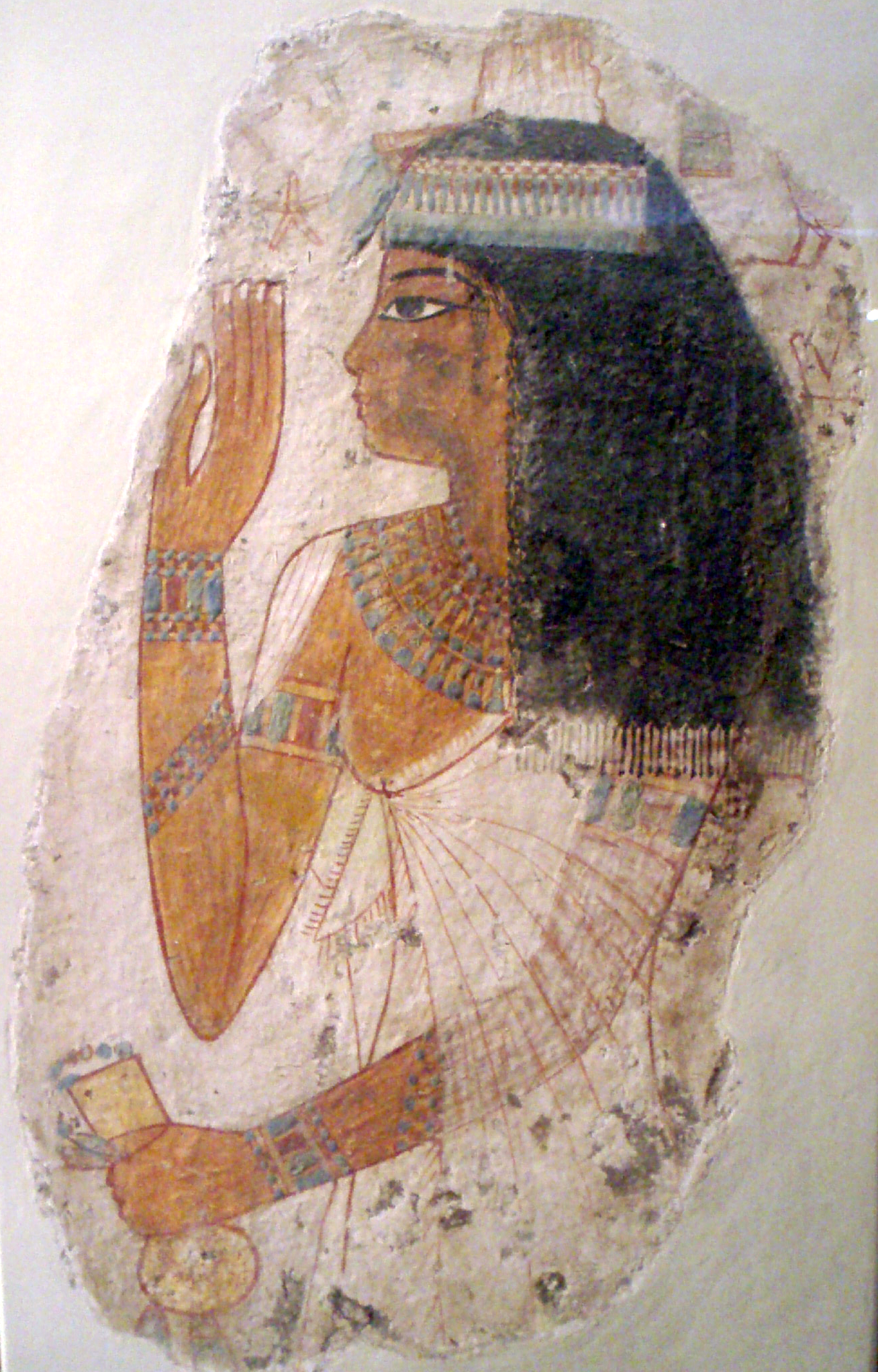
Peinture de la tombe de dame Tjepu, 1390-1353 avant notre ère.
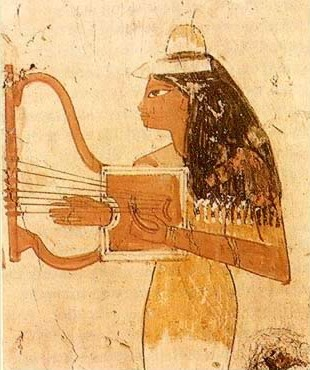
Musicienne portant un cône parfumé jouant de la lyre.
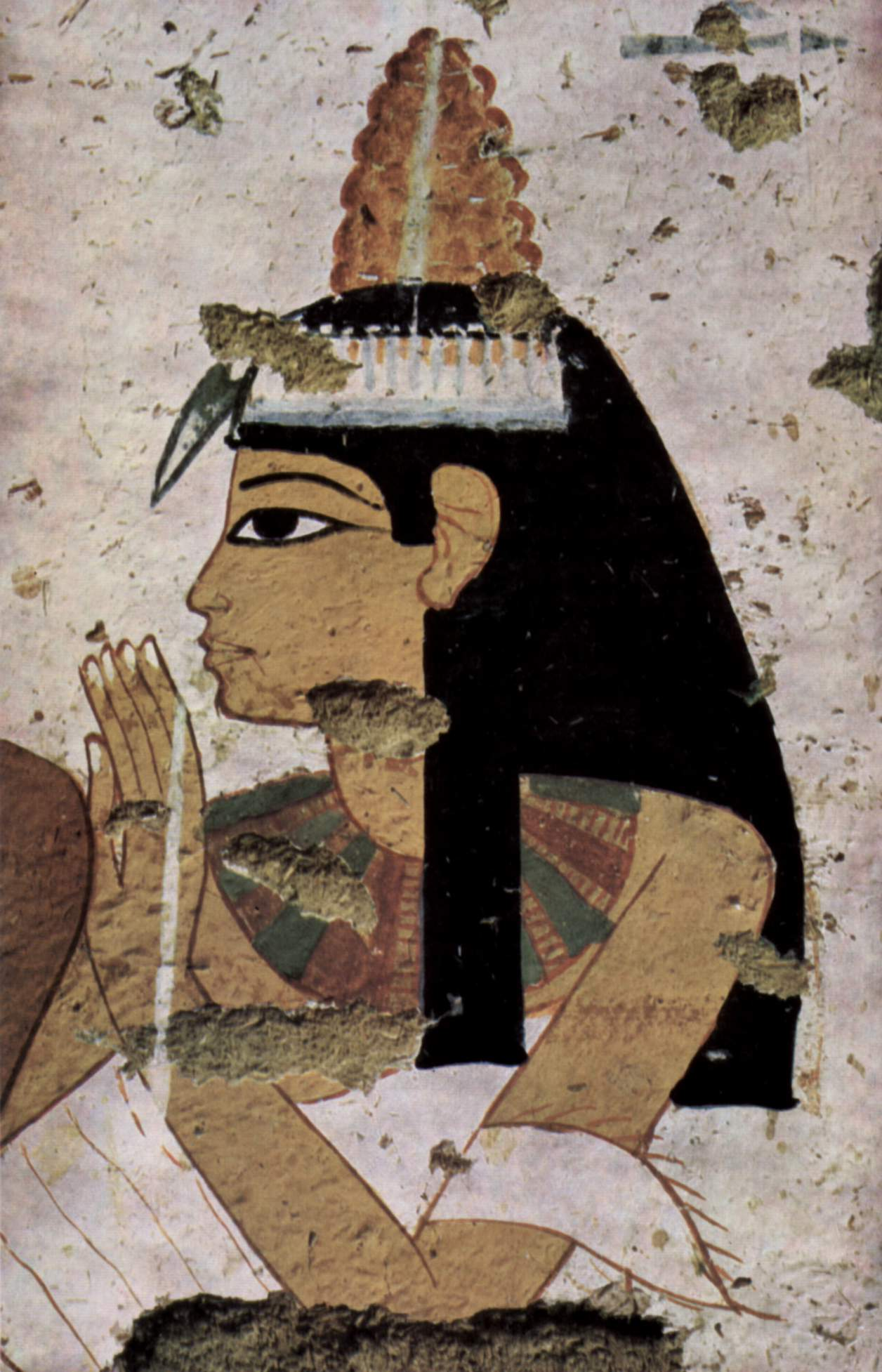
Femme portant un cône parfumé, 1350-1300 avant notre ère